# New Village (Trinidad y Tobago)
New Village es una villa de Trinidad y Tobago, que forma parte del borough de Punta Fortín.

## Geografía
La villa abarca parte de la isla Trinidad y limita al norte con Techier Village y Gonzales, al sur con Cap-de-Ville, al este con Salazar Village (localidad perteneciente a la región de Siparia) y Cap-de-Ville y al oeste con Egypt Village, Hollywood y Fanny Village.

## Demografía
Datos demográficos de la villa de New Village:
| Gráfica de evolución demográfica de New Village entre 2000 y 2011 |
|                                                                   |